# Demografia Liberii

Herb Liberii.

Liberia liczy 4 245 tys. mieszkańców (2012), na powierzchni 111 370 km². Gęstość zaludnienia wynosi: 38,1 osób na km².

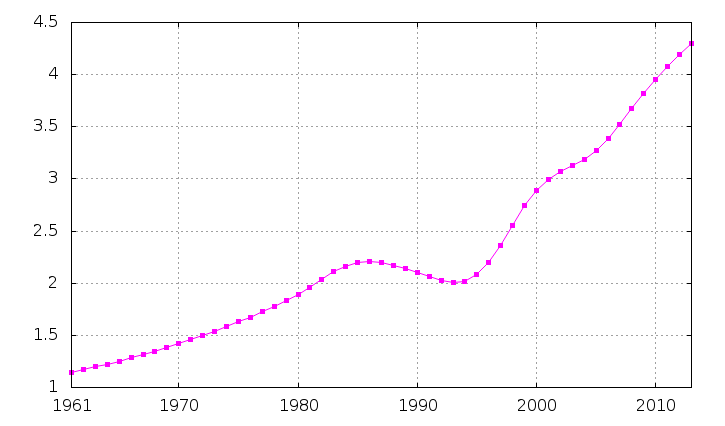
Przyrost ludności Liberii.

Struktura wieku:
- 0-14 lat – 43,5%,
- 15-64 lat – 53,7%,
- >65 lat – 2,8%.

| Populacja | 911 tys. | 1 116 tys. | 1 440 tys. | 1 923 tys. | 2 127 tys. | 2 847 tys. | 3 994 tys. |  |
| Zmiana    | -        | 205 tys.   | 324 tys.   | 483 tys.   | 204 tys.   | 720 tys.   | 1 147 tys. |  |

## Struktura etniczna

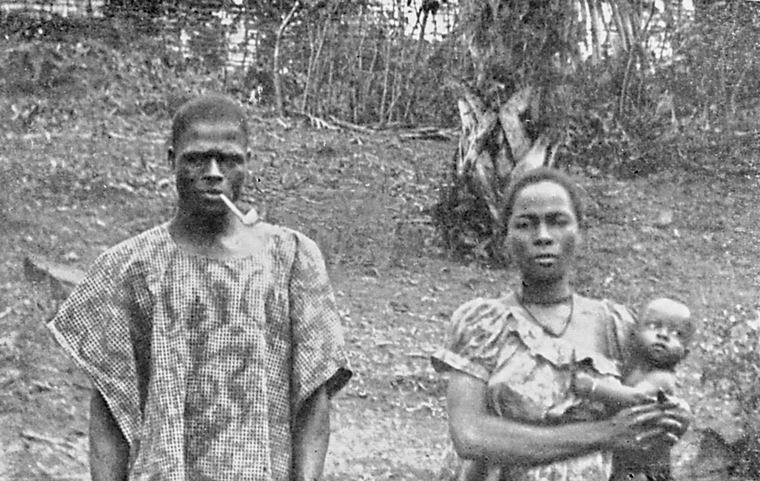
Rodzina z Grebo, w 1906 roku.

Według danych na 2012 rok, Liberia liczyła 4 245 tys. mieszkańców, w skład których wchodzili: Kpelle (20%), Bassa (13,4%), Grebo (9,1%), Kru (6,3%), Mano (6,3%), Kissi (6,1%), Loma (4,9%), Gola (4,9%), Gbandi (3,5%), Dan (3,4%), Krahn (3,2%), Vai (3,1%), Amerykanoliberyjczycy (2,7%), Akan (1,8%).

## Religia
Dane z 2010 roku:
- tradycyjne religie etniczne: 43,4%
- chrześcijaństwo: 39,1%
  - katolicyzm: 13,2%
  - ewangelikalizm: 10,5%
  - kościoły niezależne: 8,1%
  - protestantyzm: 7%
- islam: 16,4%
- bez religii: 0,8%
- inne religie: 0,4%

Źródło: "Joshua Project"